# Mordellistena lucidovirga
Mordellistena lucidovirga là một loài bọ cánh cứng trong họ Mordellidae. Loài này được Ray miêu tả khoa học năm 1937.

## Hình ảnh

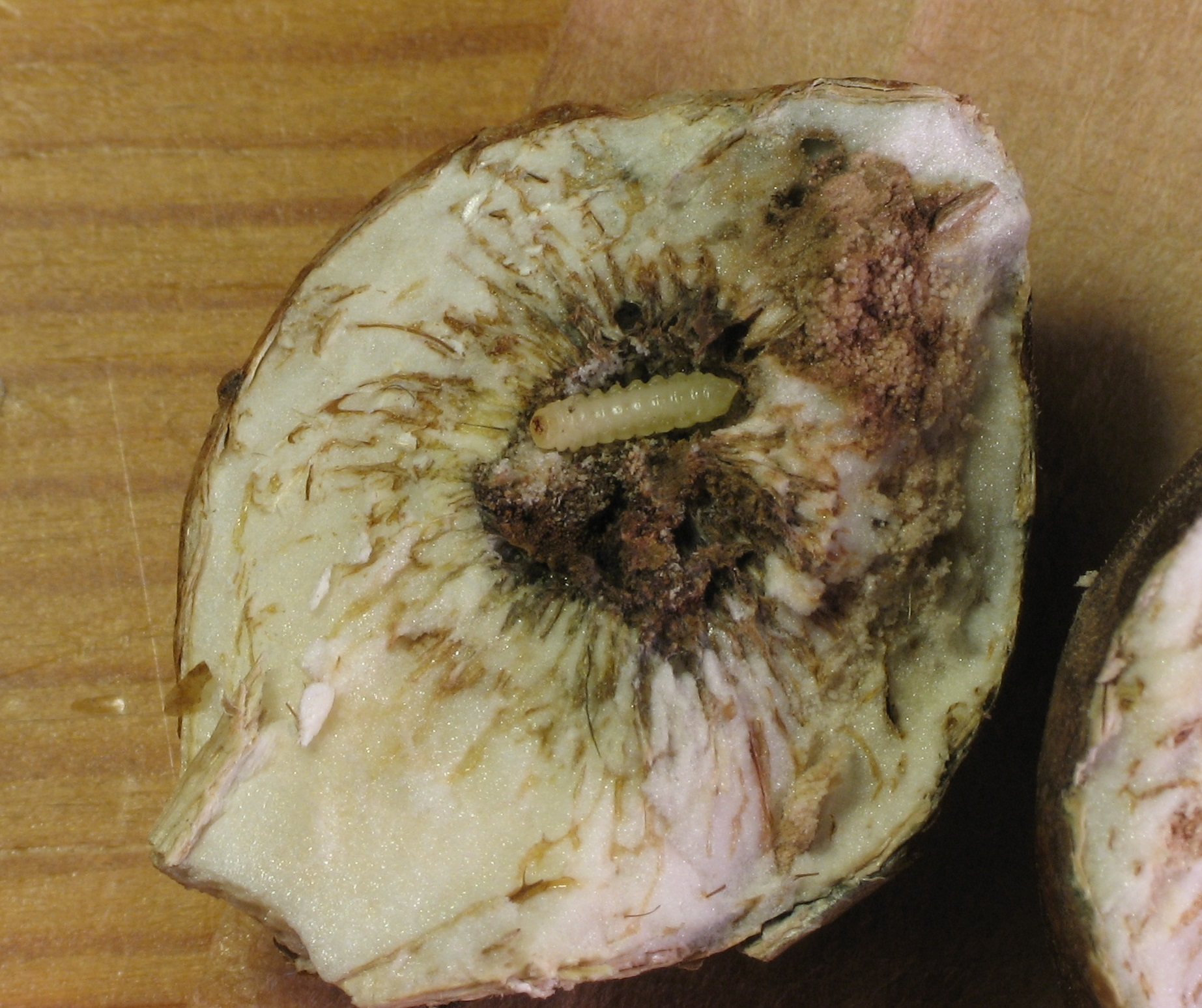